# مستر (فیلم ۲۰۲۰)
استاد (به انگلیسی: Master) یک فیلم مهیج اکشن - به زبان تامیلی هندی است به نویسندگی و کارگردانی لوکش کاناگاراج و تهیه کنندگی خاویر بریتو، تحت عنوان XB Film Creators در این فیلم بازیگرانی همچون ویجی، ویجی ستوپاتی، مالاویکا موهانان، ارجون داس، آندره ارمیا، شانتانو باگیاراج، نثار و رامیا سوبرامانیان ایفای نقش کرده‌اند. موسیقی این فیلم توسط آنیرود راویچاندر ساخته شده‌است، در حالی که فیلمبرداری و تدوین به ترتیب توسط ساتیان سوریان و فیلومین راج انجام می‌شود. این فیلم به زبانهای تامیل، تلوگو، هندی، کانادا و مالایالام منتشر خواهد شد. در ابتدا قرار بود این فیلم به صورت نمایشی در تاریخ ۹ آوریل ۲۰۲۰ اکران شود، اما از آن زمان به دلیل دنیاگیری کروناویروس به‌طور نامحدود به تأخیر افتاد.